# 珍妮佛·史東
珍妮佛·琳賽·史東 （英語：Jennifer Lindsay Stone；1993年2月12日－） ，通稱「珍妮佛·史東」，是一位美國女演員和配音員，知名於迪士尼原創影集《少年魔法師》的海珀·芬克（Harper Finkle）而聞名。另外，她也演出過2010年的電影《密探海芮：部落格大戰》。

## 生平
珍妮佛生於美國德州塔蘭特郡，6歲時便開始加入地方劇院，她獲得阿蘇薩太平洋大學的護理學學士學位。

## 個人生活
珍妮佛在20歲時被診斷出患有成人隱匿遲發性自體免疫糖尿病（LADA），並同時也患有第1.5型糖尿病。隨後在2013年被診斷後，她離開演藝圈，開始攻讀她的大學學位，先是心理學，後來轉向護理學，以便了解自己的疾病。
2022年她為醫療公司「美敦力」的胰島素筆產品而當代言人。

## 作品列表
| 年份      | 片名                         | 角色            | 备注                     |
| --------- | ---------------------------- | --------------- | ------------------------ |
| 2003      | 盛夏獅王                     | Martha          | 首部電影                 |
| 2007-2012 | 少年魔法師                   | Harper Finkle   | 迪士尼頻道原創影集       |
| 2009      | 酷爸的瘋狂假期               | Debbie          | 迪士尼頻道原創電影       |
| 2009      | 少年魔法師電影版             | Harper Finkle   | 迪士尼頻道原創電影       |
| 2010      | 密探海芮：部落格大戰         | Maggie Townsend | 迪士尼頻道原創電影，主角 |
| 2011      | 辣妹過招2                    | Abby Hanover    | 主要角色                 |
| 2013      | 無所畏懼                     | Mary            | 主要角色                 |
| 2013      | 少年魔法師特別版：雙面艾莉絲 | Harper Finkle   | 迪士尼頻道原創電影       |
| 2014      | 高中驅魔人                   | Chloe Mitchell  | 主要角色                 |
| 2019      | 中間人                       | Mads Olsen      | 兼編劇                   |

## 外部連結
- 珍妮佛·史東在互联网电影资料库（IMDb）上的資料（英文）
- 珍妮佛·史東的X（前Twitter）
- 珍妮佛·史東的Instagram帳戶
- 珍妮佛·史東的Facebook專頁